# Que c'est triste Venise
Que c'est triste Venise est une chanson écrite par la romancière Françoise Dorin et composée et interprétée par Charles Aznavour. 
Elle est sortie comme single 45 tours en 1964 chez Barclay Records.
La chanson a été un succès international, notamment dans les pays latins grâce à sa version espagnole, Venecia sin ti.

## Classements
| Classements     | Meilleure Position |
| --------------- | ------------------ |
| Argentine       | 1                  |
| Brésil          | 3                  |
| Espagne         | 1                  |
| Région flamande | 7                  |
| France (IFOP)   | 1                  |
| Pérou           | 5                  |
| Wallonie        | 4                  |

## Reprises
En plus de la version originale en français, Aznavour avait enregistré la chanson en plusieurs langues :
- en italien : Com'è triste Venezia (Mogol)
- en espagnol : Venecia Sin Ti (Don Diego)
- en allemand : Venedig im Grau
- en anglais : How Sad Venice Can Be (Il existe d'autres versions en anglais sous le titre Venice Blue)

Beaucoup étaient également des versions faites par d'autres artistes, parmi lesquels :
- Claude François
- Gigliola Cinquetti
- Simone de Oliveira
- Les Compagnons de la chanson
- Maria Dangell

Venecia Sin Ti
- Gloria Lasso
- Juan Ramón
- Antonio Prieto
- Los Ovnis
- Estela Raval
- José Guardiola
- Los Sabandeños
- Monna Bell (en)
- Carlos Lico
- Víctor Manuel
- Dyango
- Charles Aznavour et Julio Iglesias
- Diego Verdaguer
- Franco Simone
- Chico & The Gypsies

Com'è triste Venezia
- Iva Zanicchi

Venice Blue
- Bobby Darin

## Versions instrumentales
- Franck Pourcel : Venice Blue
- Ray Conniff
- Juan Torres Robles
- Sergi Vicente
- Alex Fox
- Les Fingers
- Georges Jouvin